# Beatyfikowani i kanonizowani w 2005 roku
W 2005 roku beatyfikowano 31 osób i kanonizowano 5 osób.
14 maja
- Bł. Marianna Cope
- Bł. Ascensión Nicol Goni

19 czerwca, pierwsza beatyfikacja w historii bez udziału papieża
- Bł. Władysław Findysz
- Bł. Ignacy Kłopotowski
- Bł. Bronisław Markiewicz

9 października
- Bł. Klemens August von Galen

23 października
- Św. Feliks z Nikozji
- Św. Józef Bilczewski
- Św. Kajetan Catanoso
- Św. Zygmunt Gorazdowski
- Św. Albert Hurtado Cruchaga

29 października
- Bł. Maria od Aniołów Ginard Martí
- Bł. Josep Tàpies Sirvant
- Bł. Pasqual Araguàs Guàrdia
- Bł. Piotr Martret Moles
- Bł. Sylwester Arnau y Pasqüet
- Bł. Józef Boher Foix
- Bł. Francesc Castells Areny
- Bł. Józef Jan Perot Juanmartí

6 listopada
- Bł. Eurozja Fabris Barban

13 listopada
- Bł. Maria od Ukrzyżowania Curcio
- Bł. Karol de Foucauld
- Bł. Maria Pia Mastena

20 listopada
Trzynastu męczenników meksykańskich:
- Bł. Anaklet González Flores
- Bł. Jerzy Vargas González
- Bł. Rajmund Vargas González
- Bł. Ludwik Padilla Gómez
- Bł. Ezechiel Huerta Gutiérrez
- Bł. Salwator Huerta Gutiérrez
- Bł. Ludwik Magańa Servín
- Bł. Michał Gómez Loza
- Bł. Józef Trynidad Rangel
- Bł. Andrzej Solá Molist
- Bł. Leonard Pérez Lários
- Bł. Dariusz Acosta Zurita
- Bł. Józef Sánchez del Río